# Längdhopp för herrar i friidrott vid olympiska sommarspelen 1988
Längdhopp för herrar vid olympiska sommarspelen 1988 i Seoul avgjordes den 25 september.

## Medaljörer
| Gren      | Guld             | Guld   | Silver            | Silver | Brons               | Brons  |
| Längdhopp | Carl Lewis · USA | 8,72 m | Mike Powell · USA | 8,49 m | Larry Myricks · USA | 8,27 m |

## Resultat

### Icke-kvalificerade
| Placering | Icke-kvalificerade         | Längd  |
| --------- | -------------------------- | ------ |
| 13.       | Stewart Faulkner (GBR)     | 7.74 m |
| 14.       | Bruny Surin (CAN)          | 7.73 m |
| 15.       | Yusuf Ali (NGR)            | 7.73 m |
| 16.       | Kim Jong-Il (KOR)          | 7.70 m |
| 17.       | James Browne (ANT)         | 7.67 m |
| 18.       | Chen Zunrong (CHN)         | 7.66 m |
| 19.       | Frédéric Ebong-Salle (CMR) | 7.65 m |
| 20.       | David Culbert (AUS)        | 7.64 m |
| 21.       | Andreas Steiner (AUT)      | 7.61 m |
| 22.       | Glenroy Gilbert (CAN)      | 7.61 m |
| 23.       | John King (GBR)            | 7.57 m |
| 24.       | Stephen Hanna (BAH)        | 7.54 m |
| 25.       | Ian James (CAN)            | 7.52 m |
| 26.       | Hiroyuki Shibata (JPN)     | 7.48 m |
| 27.       | Nai Hui-Fang (TPE)         | 7.45 m |
| 28.       | Teddy Steinmayr (AUT)      | 7.36 m |
| 29.       | Lotfi Kaida (ALG)          | 7.10 m |
| 30.       | Muhammad Urfaq (PAK)       | 7.09 m |
| 31.       | Josá Leitão (POR)          | 6.99 m |
| 32.       | Ricardo Valiente (PER)     | 6.92 m |
| 33.       | Francis Keita (SLE)        | 6.87 m |
| –         | Junichi Usui (JPN)         | NM     |
| –         | Ray Quinones (PUR)         | NM     |
| –         | David Lamai (KEN)          | NM     |
| –         | Robert Emmijan (URS)       | DNF    |
| –         | Vladimir Ottjkan (URS)     | DNS    |

### Final
| Placering | Hoppare                    | Försök | Försök | Försök | Försök | Försök | Försök | Längd  | Noteringar |
| Placering | Hoppare                    | 1      | 2      | 3      | 4      | 5      | 6      | Längd  | Noteringar |
| --------- | -------------------------- | ------ | ------ | ------ | ------ | ------ | ------ | ------ | ---------- |
| 1         | Carl Lewis (USA)           | 8.41   | 8.56   | 8.52   | 8.72   | 8.52   | X      | 8.72 m |            |
| 2         | Mike Powell (USA)          | 8.23   | 8.11   | 8.49   | X      | —      | X      | 8.49 m |            |
| 3         | Larry Myricks (USA)        | 8.14   | 8.27   | X      | 8.17   | X      | X      | 8.27 m |            |
| 4         | Giovanni Evangelisti (ITA) | 7.84   | 8.08   | 7.63   | —      | —      | —      | 8.08 m |            |
| 5         | Antonio Corgos (ESP)       | 8.03   | X      | X      | 7.86   | X      | 7.99   | 8.03 m |            |
| 6         | László Szalma (HUN)        | X      | X      | 8.00   | X      | X      | X      | 8.00 m |            |
| 7         | Norbert Brige (FRA)        | 7.87   | X      | X      | 7.97   | X      | X      | 7.97 m |            |
| 8         | Leonid Volosjin (URS)      | 7.87   | 7.78   | X      | X      | X      | 7.89   | 7.89 m |            |
|           |                            |        |        |        |        |        |        |        |            |
| 9         | Pang Yan (CHN)             | X      | 7.72   | 7.86   |        |        |        | 7.86 m |            |
| 10        | Jarmo Kärnä (FIN)          | X      | 7.81   | 7.82   |        |        |        | 7.82 m |            |
| 11        | Emiel Mellaard (NED)       | 7.71   | X      | 7.51   |        |        |        | 7.71 m |            |
| 12        | Mark Forsythe (GBR)        | X      | X      | 7.54   |        |        |        | 7.54 m |            |